# Indische sperwerkoekoek
De Indische sperwerkoekoek (Hierococcyx varius) is een vogel uit de familie Cuculidae (koekoeken).

## Verspreiding en leefgebied
Deze soort komt voor van India tot Myanmar en telt twee ondersoorten:
- H. v. varius: van India en Nepal tot Bangladesh en Myanmar.
- H. v. ciceliae: Sri Lanka.